# Вогошча
Вогоща (босн. і хорв. Vogošća, серб. Вогошћа) — містечко, а також центр громади Вогоща, одного з дев'яти муніципальних утворень округу Сараєво. До війни в Боснії і Герцеговині місто входило до складу Сараєва.

## Географія
Громада Вогошча охоплює 72 км², і знаходиться за 6 км від центру Сараєва, за 70 км від Зениці та за 100 км від Тузли. Має комунікаційні лінії, головна дорога Брод-Сараєво-Меткович, основна залізнична лінія Вінковці (Хорватія)-Сараєво-Плоче (Адріатичне море). У цьому районі розвинена інфраструктура, електрика, вугілля, природний газ, природні ресурси родючої долини р. Босни та ін
Також є в місті меморіальний цвинтар.

## Населення
Згідно з останнім офіційним переписом 1991 року муніципалітет Вогошча (один з передмість міста Сараєво) мав 24 647 жителів, у 21 населеному пункті.
| Національність | 1991            | 1981           | 1971           |
| Боснійці       | 12.499 (50,71%) | 8.146 (43,64%) | 5.938 (41,23%) |
| Серби          | 8.813 (35,75%)  | 7.273 (38,97%) | 6.728 (46,71%) |
| Хорвати        | 1.071 (4,34%)   | 1.026 (5,49%)  | 1.186 (8,23%)  |
| Югослави       | 1.730 (7,01%)   | 1.833 (9,82%)  | 247 (1,71%)    |
| Інші           | 534 (2,16%)     | 385 (2,06%)    | 303 (2,10%)    |
| Всього         | 24.647          | 18.663         | 14.402         |

## Населенні пункти
Благовац, Будишичі, Доня Вогошча, Гарез, Гора, Граховиште, Хотонь, Камениця, Кобилья Глава, Кремеш, Криволавці, Любина-Потуровичі, Небочай, Перца, Семизовац, Свраке, Тиховичі, Углєшичі, Угорско, Вогошча та Врапче.

### Перепис1991року
Згідно офіційного перепису від 1991 року в населеному пункті Вогошча проживали наступні національності:
| Національність | 1991           |
| Серби          | 4,698 (44,32%) |
| Боснійці       | 3,724 (35,13%) |
| Югослави       | 1,291 (12,18%) |
| Хорвати        | 545 (5,14%)    |
| Інші           | 340 (3,20%)    |
| Всього         | 10,598         |

## Економіка
У 80-ті роки муніципалітет Вогошча мав стабільний і динамічний розвиток і був визнаний як регіон з дуже високим рівнем розвитку в галузі промисловості. Вогошча була відомою як другий муніципалітет колишньої Югославії по розвитку, тобто рівень національного доходу на душу населення. У цій ситуації в значній мірі сприяли розвиток автомобільної промисловості (Автомобільна фабрика в Сараєво). У економічній структурі більш широких областей, гірничодобувна промисловість і промисловість є домінуючими областями в економіці. Співпраця муніципалітету Вогошча з іншими країнами у довоєнний період була на високому рівні. На додаток до розвиненої інфраструктури, місцевого та міжміського трафіку, Вогошча має розвинену мережу телекомунікацій та РТТ з власними 12000 номерами, власною службою RTV з передавачем.